# Macrolobium palustre
Macrolobium palustre är en ärtväxtart som beskrevs av Adolpho Ducke. Macrolobium palustre ingår i släktet Macrolobium och familjen ärtväxter. Inga underarter finns listade i Catalogue of Life.